# Ozerne, Vesele
Ozerne (în ucraineană Озерне) este un sat în comuna Bilorițke din raionul Vesele, regiunea Zaporijjea, Ucraina.

## Demografie
Componența lingvistică a localității Ozerne
     Ucraineană (74,49%)
     Rusă (22,57%)
     Alte limbi (1,13%)
Conform recensământului din 2001, majoritatea populației localității Ozerne era vorbitoare de ucraineană (74,49%), existând în minoritate și vorbitori de rusă (22,57%) și armeană (1,35%).